# 北海道道16号支笏湖公園線
北海道道16号支笏湖公園線（ほっかいどうどう16ごう しこつここうえんせん）は、北海道千歳市と苫小牧市を結ぶ道道（主要地方道）である。

## 概要
千歳川に沿い、北海道道872号支笏湖公園自転車道線が並行する。別名、支笏湖スカイロード。

### 路線データ
- 起点：北海道千歳市錦町3丁目（国道36号・国道337号交点）
- 終点：北海道苫小牧市字丸山（国道276号交点）
- 総延長：20.744 km[1]
- 実延長：20.727 km[1]
- 重用延長：0.017 km[1]

## 歴史
- 1954年（昭和29年）3月30日 - 37号として路線認定[2]。
- 1993年（平成5年）5月11日 - 建設省から、道道支笏湖公園線が支笏湖公園線として主要地方道に指定される[3]。
- 1994年（平成6年）10月1日 - 路線番号を16号に変更[4]。

## 路線状況

### 重複区間
- 北海道道872号支笏湖公園自転車道線：千歳市新星1丁目 - 千歳市蘭越
- 国道453号：千歳市水明郷 - 苫小牧市字丸山

### 主な橋梁
- 苗別橋（内別川 = 千歳川支流）= 千歳市蘭越
- 鳥珊舞橋（千歳川）= 千歳市蘭越

## 地理

### 通過する自治体
- 石狩振興局
  - 千歳市
- 胆振総合振興局
  - 苫小牧市

### 交差する道路
千歳市
- 国道36号 - 錦町3丁目（起点）
- 国道337号 - 錦町3丁目（起点）

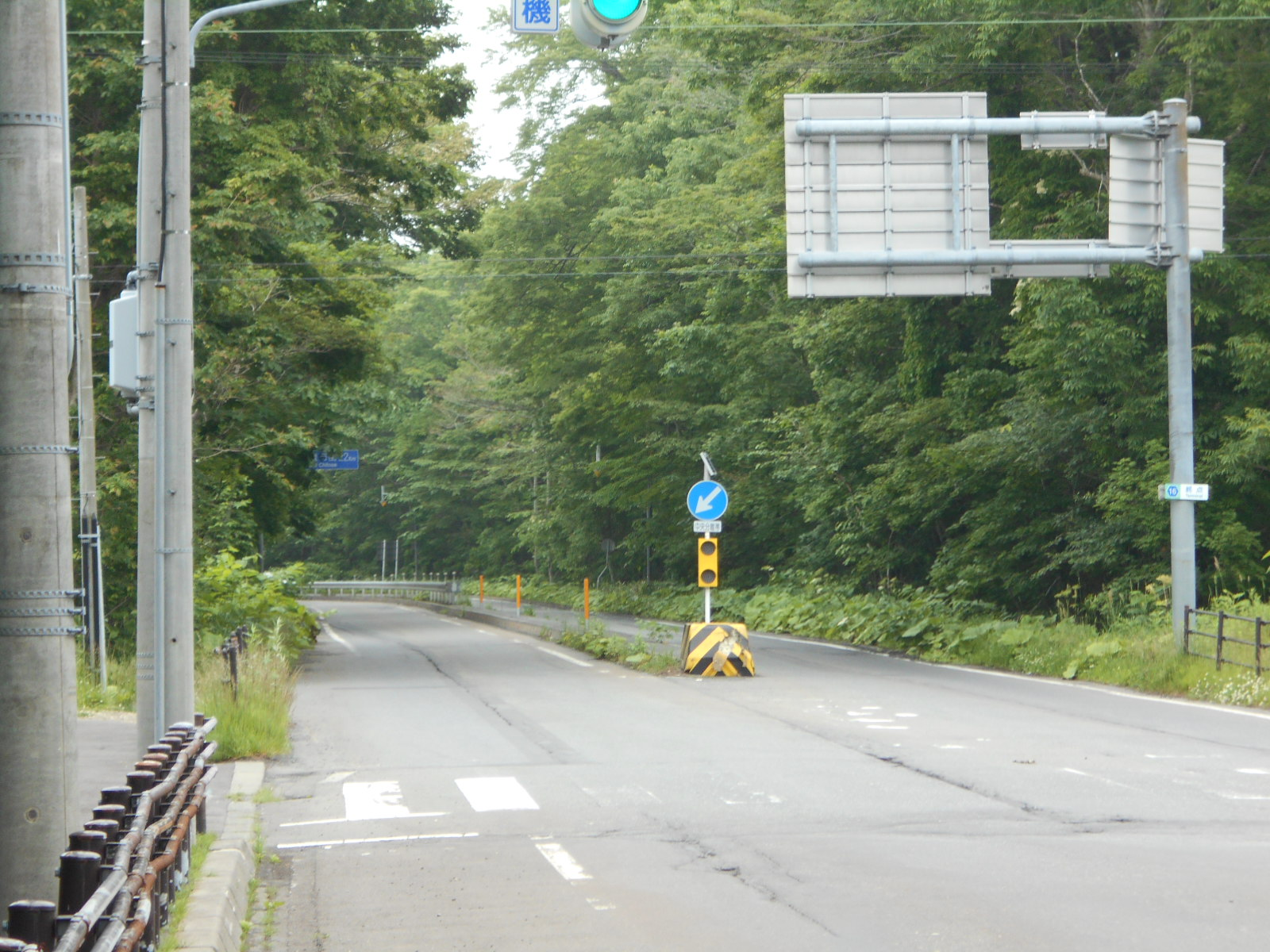
終点

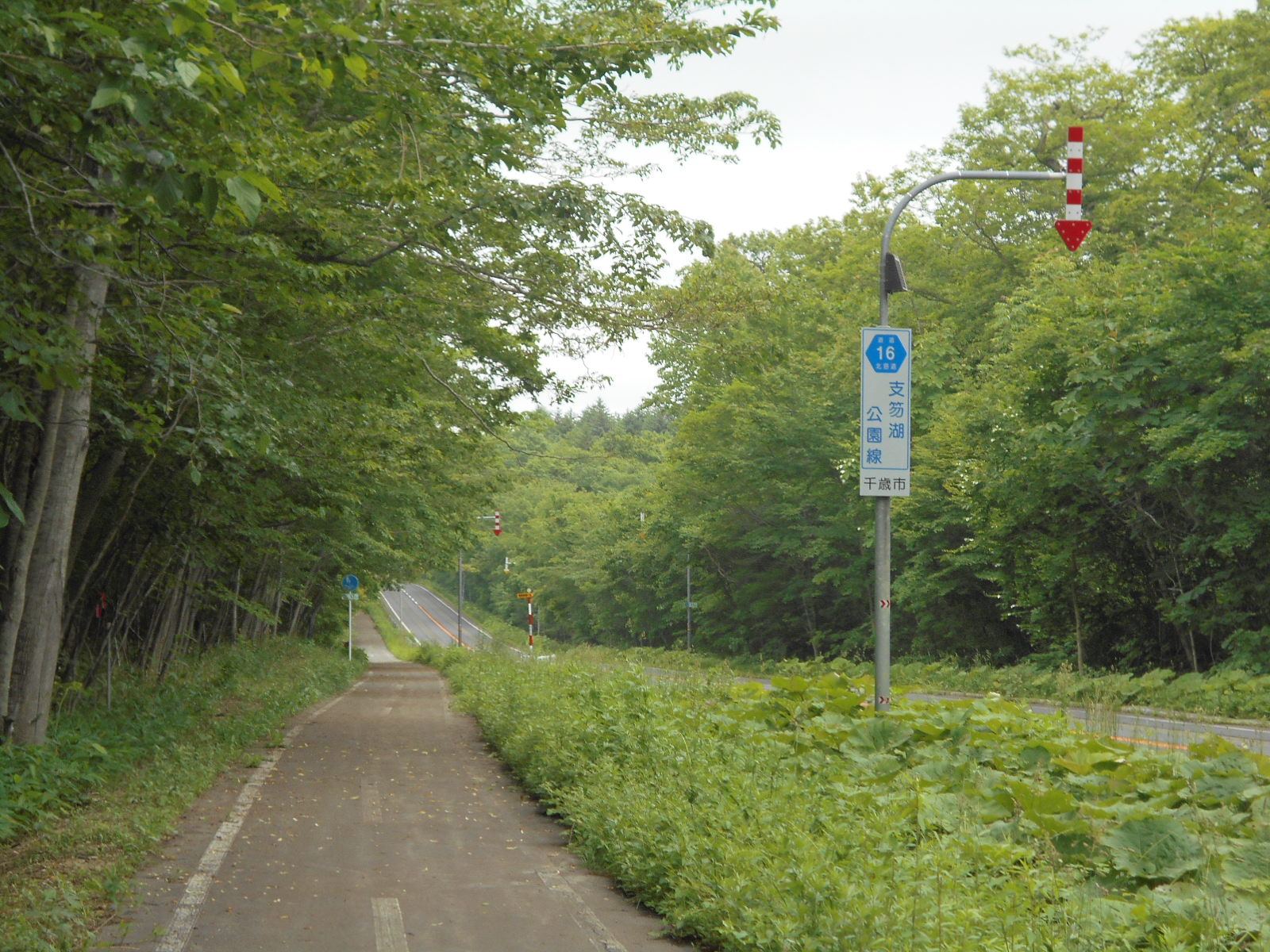
北海道道872号支笏湖公園自転車道線(左側)との平行区間

- 北海道道872号支笏湖公園自転車道線 - 新星1丁目、蘭越
- 国道453号 - 水明郷

苫小牧市
- 国道276号 - 丸山（終点）

### 沿線にある施設など
千歳市
- 春日公園 - 春日町3丁目
- 林東公園 - 大和2丁目
- ザ・ノースカントリーゴルフクラブ 千歳コース - 蘭越
- 千歳桂病院 - 蘭越